# 新镇乡 (邻水县)
新镇乡（新鎮公社），是中華人民共和國四川省鄰水縣曾经下辖的一个乡。

## 沿革[2][3][4]
- 道光後，增設新鎮鋪場。
- 民國四年(1915年)，因地方不靖，設5個保衛區，以維持治安。全縣共49鄉，新鎮鄉屬第四保衛區。
- 民國六年(1917年)，5個保衛區劃為6個區，新鎮鄉屬何區不詳。
- 民國二十四年(1935年)7月1日，將6個區合併為3個區，49個鄉鎮合併為43個鄉鎮，新鎮鄉與民治鄉合併為新民鄉，屬第一區署。
- 民國二十九年(1940年)，實行新縣制，改3個區為4個區，將43個聯保辦公處合併為22個鄉鎮公所。普太鄉(普新鄉、太和鄉)與新民鄉再合併為普新鄉，並調整插花飛地，將原民治鄉劃入大竹縣。
- 1953年2月27日，第十一區(柑子區)公所從普新鄉划出4個村，增建新鎮鄉公所。4月24日改稱新鎮鄉人民政府。1956年1月，新鎮鄉人民政府改稱新鎮鄉人民委員會。1958年9月22日，新鎮鄉人委改稱新鎮人民公社。1966年5月「文革」開始後，新鎮人民公社工作受到干擾。1967年3月，由公社武裝幹部和群眾代表主持成立了新鎮人民公社生產辦公室，負責公社日常工作。1969年3月10日，經縣人武部黨委批准．新鎮人民公社革命委員會成立。1976年10月粉碎「四人幫」後，新鎮人民公社的行政組織機構仍然是革委會。1981年3月，縣委決定撤銷新鎮人民公社革委會，建立新鎮人民公社管理委員會。管委會設主任、副主任。1984年1月，根據中共中央體制改革要求，縣委又決定撤銷新鎮人民公社管委會，建立新鎮鄉人民政府。
- 2019年12月，撤销新镇乡，将所属行政区域划归太和镇管辖。[5]

## 行政区划
新镇乡撤销前下辖以下地区：
天池村、金盤村、天龍村、天坡村、仙石村。